# Antonio Arribas Palau
Antonio Arribas Palau (Barcelona, 3 de enero de 1926-Palma de Mallorca, 28 de octubre de 2002) fue arqueólogo, catedrático de Prehistoria y director de las excavaciones de la ciudad romana de Pollentia (Alcudia) y Los Millares (Almería). Estuvo casado con la arqueóloga Glòria Trías Rubiés.

## Biografía
Profesor asistente de la Universidad de Barcelona en 1948, se doctora en la Universidad de Madrid en 1951 y, dos años más tarde, inicia la excavación arqueológica del poblado y necrópolis de Los Millares (Almería) en colaboración con el catedrático Martín Almagro Basch. Entre 1953 y mediados de 1954 es nombrado Director del Museo Arqueológico de la Diputación Provincial de Almería. 
En 1954 pasa a formar parte del Cuerpo de Archiveros, Bibliotecarios y Arqueólogos, siendo destinado un año más tarde al Museo Arqueológico de Barcelona. En 1958 la Universidad de Barcelona lo nombra profesor adjunto de Arqueología, epigrafía y numismática.
En 1965 consigue la primera Cátedra de Prehistoria en la Universidad de Granada, emprendiendo la organización del Departamento de Prehistoria y creando la revista "Cuadernos de Prehistoria", que dirigirá hasta su marcha en 1979. Esta dedicación académica influirá en la formación de un grupo de estudiantes que con el tiempo formarán parte de los departamentos de Prehistoria de las universidades de Granada, Málaga y Jaén. Así mismo dirige un gran número de campañas arqueológicas en los principales yacimientos de la Prehistoria Reciente del Sureste y la Alta Andalucía, su línea de investigación más importante: los asentamientos de la Edad de los Metales del Cerro de la Encina en Monachil y las Peñas de los Gitanos de Montefrío, ambos en Granada, la Cueva de Nerja y la factoría fenicia del Cerro del Villar en Málaga, la villa romana de Bruñel en Quesada de Jaén y Los Millares en Almería. 
En el otoño de 1979 se traslada a vivir a Palma, al ser nombrado profesor de la Universidad de las Islas Baleares (UIB). Se hace con la cátedra de Prehistoria de la UIB y posteriormente llega a ser Decano de la Facultad de Filosofía y Letras, cargo que ostentaría hasta 1983. Muy interesado en las excavaciones de una de las ciudades romanas más importantes de Mallorca, Pollentia (Alcudia), mantiene líneas de trabajo con el ayuntamiento de Alcudia. En 1991 se jubilaría de la enseñanza pero los últimos años de su vida los pasaría estudiando Pollentia, puesto que fue nombrado director de excavaciones. 
Muere en el año 2002. En las excavaciones de Pollentia lo sustituye la arqueóloga menorquina y profesora en la Universidad de Granada, Margarita Orfila Pons.
A mediados de octubre de 2010 se traslada desde Mallorca su legado, ofrecido como donación al Conjunto Arqueológico Dólmenes de Antequera por su viuda la doctora Glòria Trías Rubiés. Entre los objetos recibidos hay más de un centenar de libros y separatas en diversos idiomas, material preparatorio de sus clases en la Universidad de Granada, diapositivas -que en muchas ocasiones fueron tomadas por el propio profesor en diferentes campañas de excavaciones-, dibujos de campo, etc. Estos documentos han sido inventariados para formar parte del Centro de Documentación Antonio Arribas.

## Premios y reconocimientos
- Premio Andrés de Vandelvira 2001[5][6]